# آليستر كراولي
آليستر كراولي (بالإنجليزية: Aleister Crowley)‏ ولد إدوارد ألكسندر كراولي في 12 أكتوبر 1875 - 1 ديسمبر 1947 كان ساحر وشاعر ورسام وروائي ومتسلق للجبال. أسس دين ثيليما، وقد عرّف نفسه بأنه النبي المكلف بتوجيه الإنسانية إلى عين حورس في أوائل القرن العشرين. وقد نشر له على نطاقٍ واسع على مدى حياته.
ولد كراولي لأسرة غنية من جماعة الإخوة البليموث في منتجع رويال ليمينغتون سبا، في وركشير في إنجلترا، رفض كراولي الإيمان المسيحي الأصولي واهتم فيما يُسمى «تعاليم باطنية غربية». تلقّى تعليمه في جامعة كامبريدج، حيث ركّز اهتمامه على تسلّق الجبال والشعر، ونتيجة لعدد من منشوراته، يدعي بعض كُتّاب السيرة أنه تم تجنيده لصالح جهاز الاستخبارات البريطاني، مما يشير أيضاً إلى أنه ظل جاسوساً طوال حياته. في عام 1898 انضم إلى الفجر الذهبي حيث تم تعليمه طقوس السحر من قبل صموئيل ماثرس وآلان بينيت. انتقل إلى منزله ويُدعى بولسكين في اسكتلندا، وذهب لتسلق الجبال في المكسيك مع أوسكار آكنشتاين، وقبل دراسته الممارسات الهندوسية والبوذية في الهند. تزوج روز إديث كيلي، وفي عام 1904، قاموا بتصوير شهر العسل في القاهرة، حيث ادعى كراولي أنه تم الاتصال به من قبل كيان خارق يدعى آيواس، والذي قدم له كتاب القانون، وهو نص مقدس كان بمثابة البداية للثيليما. معلناً مايسمى بداية حورس، أعلن الكتاب أن أتباعه يجب أن «يفعلوا مايريدون» وبإرادتهم الحقيقية من خلال ممارسة السحر.
بعد محاولة فاشلة لتسلق كانغشينجونغا وزيارة إلى الهند والصين، عاد كراولي إلى بريطانيا، حيث جذب الانتباه كمؤلف غزير من الشعر والروايات والأدب الغامض. في عام 1907، هو وجورج سيسيل جونز شارك في تأسيس ونشروا الدين. بعد قضاء بعض الوقت في الجزائر، في عام 1912 بدأ في أمر آخر مقصور على فئة معينة، وهي جمعية نظام معبد الشرق الذي يتخذ من ألمانيا مقراً له، ليصبح قائد فرعه البريطاني، والذي أُعيد صياغته وفقاً لمعتقداته في الثيليما. وقد تم تأسيس مجموعات ثيليما في بريطانيا وأستراليا وأمريكا الشمالية. وقد قضى كراولي حياته خلال الحرب العالمية الأولى في الولايات المتحدة، حيث تولّى الرسم وحمل حملة من أجل المجهود الحربي الألماني ضد بريطانيا، وكشف في وقت لاحق أنه تسلل إلى الحركة الموالية لألمانيا لمساعدة أجهزة الاستخبارات البريطانية. في عام 1920 أسس دير ثيليما، وهي بلدية في سيفالو، الواقعة في جزيرة صقلية حيث عاش مع مختلف الأتباع. أدت فلسفته الإباحية التحررية إلى التنديد من الصحافة البريطانية، وقد طردته الحكومة الإيطالية في عام 1923. وقد قسم العقدين التاليين بين فرنسا وألمانيا وإنجلترا، واستمر في تعزيز ونشر الثيليما حتى وفاته.
اكتسب كراولي سمعة سيئة على نطاقٍ واسع خلال حياته، كونه يتعاطى المخدرات، ولديه ازدواجية في الميول الجنسية وناقد اجتماعي فردي. وقد نُدد في الصحافة الشعبية بأنه «أخبث رجل في العالم» وشيطاني. ظل كراولي شخصية ذات نفوذ كبير في الغموض الغربي والثقافة المضادة، ولا يزال يعتبر نبياً في ثيليما. وهو موضوع مختلف في السير الذاتية والدراسات الأكاديمية.

## النشأة

### الشباب: 1875-1894
ولد إدوارد ألكسندر كراولي في ساحة 30 كلارندون في رويال ليمنجتون سبا، في أرويكشير، في 12 أكتوبر 1875. والده إدوارد كراولي (1829-1887)، تم تدريبه كمهندس، وكان نصيبه في الأعمال التجارية مربحة، وقد سمح له بالتقاعد قبل ولادة ابنه. وجاءت والدته إميلي بيرثا بيشوب (1848-1917) من عائلة ديفونشاير-سومرست وكان لها علاقة متوترة مع ابنها حيث وصفته مرّة بأنه «الوحش»، وهو اسم اكتشفه. وكان الزوجان قد تزوجا في مكتب تسجيل كنسينغتون في لندن في نوفمبر 1874، وكانا مسيحيين إنجيليين. والد كرولي ولد لعائلة تنتمي لكواكر، لكنه تحول إلى الإخوة الحصريين، وهو فصيل من جماعة أصولية مسيحية تعرف باسم كنيسة الإخوة البليموث، وقد انضمت إليه إميلي الانضمام عند الزواج. كان والد كراولي متكرساً على وجه الخصوص، وقضى وقته كواعظ مسافر للطائفة وكان يقرأ فصل من الإنجيل لزوجته وابنه بعد وجبة الإفطار كل يوم. بعد وفاة ابنتهما الطفلة في عام 1880، انتقل كراولي في 1881 إلى ريدهيل. في سن الثامنة، تم إرسال كراولي إلى مدرسة هابيرشون الإنجيلية المسيحية الداخلية في هاستينغز، ومن ثم إلى مدرسة إبور الإعدادية في كامبريدج، والتي يديرها القس هنري داركي تشامبني، الذي اعتبر كراولي سادياً.
في مارس 1887، عندما كان كراولي في سن الحادية عشر، توفي والده بسبب سرطان الفم. ووصف كراولي ذلك بأنه نقطة تحوّل في حياته، وكان دائماً يحتفظ بإعجاب والده، ووصفه بأنه «بطلي وصديقي». فقد كان يملك ثلث ثروة والده، وبدأ يسيء التصرف في المدرسة ويُعاقب بقسوة من القس تشامبني، عائلة كرولي أزالته من المدرسة عندما تطوّر معه حالة مرضية تسمى بيلة الألبومين. ثم حضر كلية مالفرن وكلية تونبريدج، وكلاهما كان يهينهم وغادر منهما بعد بعض المهل. أصبح متشككاً على نحو متزايد فيما يتعلق بالمسيحية، مشيراً إلى التناقضات في الإنجيل لمعلميه الدينيين، وأصبح بعيداً عن الأخلاق المسيحية وذلك عن طريق التدخين، والإستمناء، وممارسة الجنس مع البغايا وكان السبب في إصابته بمرض السيلان. وقد أرسل للعيش في إيستبورن، وقال إنه اضطلع دورات الكيمياء في كلية إيستبورن. طوّر كراولي اهتماماته في الشطرنج والشعر وتسلق الجبال، وفي عام 1894 صعد إلى رأس الشاطئ وهو موقع معروف في شرق ساسكس قبل زيارة جبال الألب وقد انضم إلى نادي تسلّق الجبال الإسكتلندي. في العام التالي عاد إلى جبال الألب في برن، وتسلّق جبال إيغير، تريفت، يونغفراو، مونك، وجبل ويترهورن.

### جامعة كامبريدج: 1895-1898
بعد أن اعتمد اسم آليستر على إدوارد، في أكتوبر 1895 بدأ كراولي دورة لمدة ثلاث سنوات في كلية ترينيتي، كامبريدج، حيث تم إدخاله لمدرسة العلوم الأخلاقية تريبوس لدراسة الفلسفة. وبموافقة معلمه الشخصي، تغير إلى الأدب الإنجليزي، الذي لم يكن بعد ذلك جزءاً من المناهج الدراسية المقدمة. عاش كراولي الكثير من التسلية خلال وقته في الجامعة، وأصبح رئيساً لنادي الشطرنج وكان يمارس اللعبة لمدة ساعتين في اليوم. وقال إنه اعتبر لفترة وجيزة مهنته ستكون لاعباً في الشطرنج. كما احتضن كراولي حبه للأدب والشعر، وخاصة أعمال ريتشارد فرانسيس برتون وبيرسي بيش شيلي. العديد من قصائده ظهرت في منشورات الطلاب مثل الغرانتا، مجلة كامبريدج، وكانتاب. وواصل تسلق الجبال، والذهاب في عطلة إلى جبال الألب للتسلّق كل عام من 1894 إلى 1898، وفي كثير من الأحيان كان يذهب مع صديقه أوسكار اكنشتاين، وفي عام 1897 قدم أول صعود لجبل المونك دون ما يدلّه. أدت هذه الإنجازات إلى اعترافه ضمن مجتمع متسلّقي جبال الألب.
كراولي حصل على أول تجربة دينية كبيرة أثناء عطلة في ستوكهولم في ديسمبر 1896. يعتقد العديد من كُتّاب السيرة الذاتية، بما فيهم لورانس سوتين، وريتشارد كاتشينسكي، وتوبياس تشورتون، أن هذا كان نتيجة لتجربة كراولي الجنسية الأولى مع مثلي الجنس، مما مكنه من الاعتراف بإزدواجية ميوله الجنسية. في كامبريدج، حافظ كراولي على حياة جنسية جيدة مع النساء -إلى حد كبير مع البغايا الإناث، ومن إحداهن أصيب بمرض الزهري- ولكن في النهاية حافظ على النشاط الجنسي مع الرجال ضمن العلاقة الجنسية الشاذة، على الرغم من عدم شرعيته بحسب قانون الجرائم المرتكبة ضد الأشخاص البريطاني لعام 1861. في أكتوبر 1897، التقى كراولي بهاربرت بوليت، رئيس نادي جامعة كامبريدج للأضواء المسرحية الرومنسية، ودخل الإثنين في علاقة. لكنهم انفصلوا بسبب عدم مشاركة بوليت في اهتمام كرولي المتزايد بالتعاليم الباطنية الغربية، وهو تفكّك جعل من كرولي نادماً لسنوات عديدة.
في عام 1897، سافر كراولي إلى سانت بطرسبرج في روسيا، وادّعى لاحقاً أنه كان يحاول تعلم اللغة الروسية في الوقت الذي كان يفكر في مستقبل دبلوماسي هناك. اقترح باحثي السير الذاتية ريتشارد سبينس وتوبياس تشورتون أن كراولي فعل ذلك كعميل إستخباراتي يعمل لصالح الإستخبارات البريطانية، ويضيفوا أنه تم تجنيده في كامبريدج.
في أكتوبر 1897، تخلّى كراولي عن كل الأفكار من السلك الدبلوماسي لصالح السعي للاهتمام بالغموض والسحر. في مارس 1898، حصل على كتاب السحر الأسود والميثاق (1898)، ثم كتاب لكارل فون إيكارتشوسن يدعى «الغيمة على الحرم» (1896)، مما يعزز اهتماماته الغامضة. في عام 1898 نشر كراولي سراً 100 نسخة من قصيدته أكلداما: مكان لدفن الغرباء، لكنه لم يكن نجاحاً باهراً له. في نفس العام نشر سلسلة من القصائد الأخرى، بما في ذلك البقع البيضاء، مجموعة منحلّة من الشعر التي طبعت في الخارج خشية أن تُحظر نشرها من قبل السلطات البريطانية. وفي يوليو 1898، غادر كامبريدج، لم يأخذ أي درجة على الإطلاق على الرغم من أن «الدرجة الأولى» ظهرت له في عام 1897 ومرتبة «الشرف الدرجة الثانية».

### الفجر الذهبي
في أغسطس 1898، كان كراولي في زيرمات، سويسرا، حيث التقى الكيميائي جوليان ل. بيكر، وبدأ الاثنان في مناقشة مصلحتهم المشتركة في الكيمياء. في لندن، قدم بيكر كراولي إلى جورج سيسيل جونز، أخ زوجته وعضو زميل في المجتمع الغامض المعروف باسم جماعة الفجر الذهبي الهرمسية، الذي تأسس في عام 1888. بدأ كراولي في النظام الخارجي للفجر الذهبي في 18 نوفمبر 1898 من قبل زعيم المجموعة صامويل ليديل ماكجريجور ماثرس. وقد أقيمت الطقوس في معبد إيزيس-أورانيا في الفجر الذهبي الذي أُقيم في قاعة مارك ماسونس هول في لندن، حيث أخذ كراولي شعاره السحري واسمه «فراتر بيردورابو»، الذي فسره على أنه «سأستمر في النهاية». واقترح كاتبي السير الذاتية ريتشارد سبينس وتوبياس تشورتون أن كراولي انضم إلى الفجر الذهبي بتعليمات من المخابرات البريطانية لمراقبة أنشطة ماثرس، الذي كان معروفاً بأنه كارلي.

### المكسيك، الهند، باريس والزواج 1900-1903
في عام 1900، سافر كراولي إلى المكسيك عبر الولايات المتحدة، واستقر في مكسيكو سيتي وأخذ امرأة محلية كعشيقته. وتطور حبه للبلاد، واصل تجريب طقوس السحر، والعمل مع أدعية سحرية لجون دي إنوشيان. وادّعى لاحقاً أنه قد بدأ في الماسونية، وكتب مسرحية وسلسلة من القصائد، وقد انضم إليه صديقه إكنشتاين في وقت لاحق من ذلك العام، وتسلّقوا معاً عدة جبال، منها إزتاتشيهواتل وبوبوكاتبتبيل وكوليما، التي اضطروا إلى التخلّي عنها بسبب ثورة بركانية. وقد اقترح الكاتب سبينس أن الغرض من الرحلة ربما كان لإستكشاف آفاق النفط المكسيكية للاستخبارات البريطانية. ترك المكسيك، وتوجه كراولي إلى سان فرانسيسكو قبل الإبحار إلى هاواي على متن سفينة تدعى نيبون مارو. وعلى متن السفينة كان له علاقة قصيرة مع امرأة متزوجة تدعى ماري آليس روجرز قائلاً إنه وقع في حبها، وكتب سلسلة من القصائد عن الرومانسية، ونشرها تحت مسمى أليس: الزنا (1903).
توقّف كراولي في اليابان وهونغ كونغ لفترة وجيزة، حيث وصل إلى سريلانكا حيث التقى آلان بينيت الذي كان يدرس الشيفية.وبعد ذلك قرر كراولي القيام بجولة في الهند، وتكريس نفسه لممارسة الطقوس الهندوسية من رجا اليوغا، الذي ادّعى أنه قد حقق الدولة الروحية من الدايانا. في عام 1902، انضم إليه في الهند صديقه إكنشتاين والعديد من المتسلقين الآخرين، وخلال الرحلة، أُصيب كرولي بالإنفلونزا والملاريا والعمى الثلجي، كما أصيب أعضاء البعثة الآخرون بمرض. فقد وصلوا إلى ارتفاع 20 ألف قدم (6,100 متر) قبل العودة إلى الوراء.
بعد وصوله إلى باريس في نوفمبر 1902 اجتمع مع صديق والذي أصبح شقيق زوجته لاحقاً، الرسام جيرالد كيلي، ومن خلاله أصبح لاعباً أساسياً من المشهد الفني الباريسي. وفي أثناء وجوده، كتب كراولي سلسلة من القصائد عن عمل أحد معارفه. وقد عاد إلى منزله المسمى بولسكين في أبريل 1903، وفي أغسطس من نفس العام، تزوج كراولي شقيقة صديقه جيرالد التي تدعى روز إديث كيلي في ما أسماه «زواج من الراحة» لمنعها من الدخول في زواج كامل، أثار هذا النوع الغريب من الزواج إستغراب عائلة كيلي وتضررت صداقته مع جيرالد. توجّه كراولي في شهر العسل إلى باريس والقاهرة ومن ثم سريلانكا، وسقط في حب روز وعمل على إثبات موافقاته. وبينما كان في شهر العسل، كتب لها سلسلة من قصائد الحب، مثل روزا موندي وغيرها من أغاني الحب 1906.

## تطوير الثيليما
انظر أيضاً: مقالة ثيليما

### مصر وكتاب القانون: 1904
في فبراير 1904، وصل كراولي وروز إلى القاهرة. ادّعوا أن يكونوا أمير وأميرة، استأجروا شقة حيث كراولي أقام غرفة معبد وبدأ بما اعتقده إستدعاء الآلهة المصرية القديمة، وفي نفس الوقت كان يدرس التصوف الإسلامي واللغة العربية. ووفقاً لكلام كراولي في وقت لاحق، روز أصبحت تهذي بانتظام وأبلغته بعبارة «إنهم ينتظرونك». وفي 18 مارس، أوضحت أن «هم» بأنها تقصد حورس، وفي 20 مارس أعلنت أن «اعتدال الآلهة قد حان». قادته إلى متحف قريب، حينما أرته جثث قبل الميلاد تعود إلى القرن السابع الميلادي عرفت بسرقة عنخ-إف-إن-خونسو، يعتقد كراولي أنه من المهم أن عدد المعرض كان 666، وهو عدد الوحش في المعتقد المسيحي.
وفقاً لتصريحات كراولي في وقت لاحق، في 8 أبريل سمع صوتاً عارماً يدعي أنه من إيواس رسول حورس، أو هور-بار-كرات. قال كراولي إنه كتب كل ما قاله له الصوت خلال الأيام الثلاثة المقبلة، وعنونه باسم ليبر إل فيل ليجيس أو كتاب القانون [الإنجليزية]. وقد أعلن الكتاب أن البشرية تدخل آيون جديدة، وأن كراولي سيكون نبيّاً لها. وذكر أن القانون الأخلاقي الأسمى كان من المقرر إدخاله في هذه الآيون، «إفعل كل ما تريده وهو سيكون كُل القانون»، وأن الناس يجب أن يتعلموا العيش في تناغم مع إرادتهم. هذا الكتاب، والفلسفة التي اعتنقها، أصبحت حجر الزاوية في دين كراولي، وهي ثيليما. وقال كراولي أنه في ذلك الوقت كان غير متأكداً مما يجب القيام به مع كتاب القانون. في كثير من الأحيان كان يستاء كثيراً، وقال إنه تجاهل التعليمات التي أمره إيواس لتنفيذها، والتي شملت تحصين الجزيرة الخاصة به، وترجمة الكتاب إلى جميع لغات العالم. ووفقا لكلامه، أرسل بدلاً من ذلك مخطوطات من العمل إلى العديد من الكهنة الذين عرفهم، ووضع المخطوطة بعيداً وتجاهلها.

## الحرب العالمية الثانية ووفاته

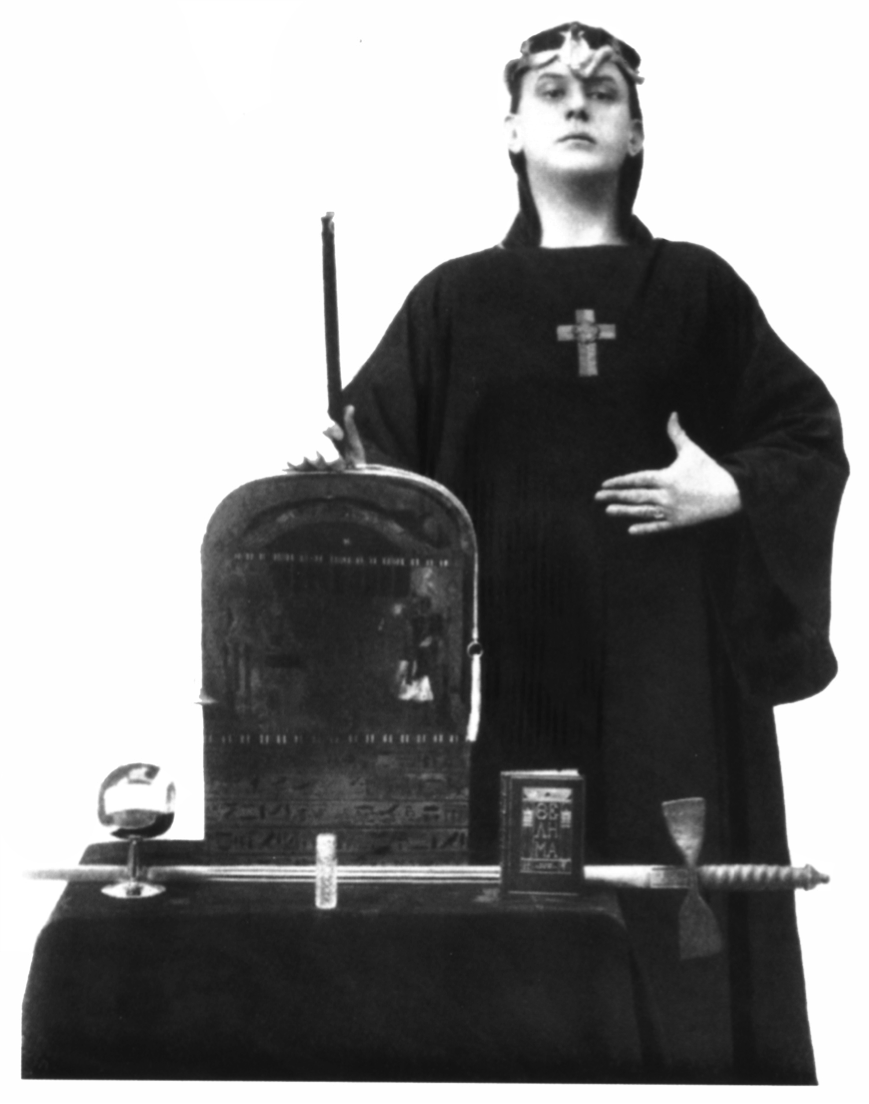
آليستر كراولي، في دور ماجوس

عندما اندلعت الحرب العالمية الثانية، كتب كراولي إلى قسم الإستخبارات البحرية ليقدم خدماته، لكنه رفض. وارتبط بعلاقات مع مجموعة متنوعة من الشخصيات المنضمين لعضوية جهاز الاستخبارات البريطاني في ذلك الوقت، بما في ذلك دينيس ويتلي، روالد دال، إيان فليمنج، وماكسويل نايت، وادّعى أنه كان وراء علامة «V للنصر» المستخدمة من قبل شبكة بي بي سي. وهذا لم يثبت قط. في عام 1940، ساء الربو لديه ومع دواءه المُصنع ألمانياً، لم يعد قادراً فعاد لاستخدام الهيروين، وأصبح من جديد مدمناً. وحينما قُصفت لندن من الطائرات الألمانية الحربية، انتقل كراولي إلى توركواي، حيث تم إدخاله لفترة وجيزة إلى المستشفى بسبب الربو، وقام بنفسه بزيارات متعددة إلى نادي الشطرنج المحلي. وحينما أصبح متعباً من التواجد في توركواي، عاد إلى لندن، حيث زاره الثليميت الأمريكي جرادي ماكمورتري، الذي منح كراولي لقب «هيمنيوس ألفا». وأشار إلى أن جيرمر سيكون خلفه المباشر، وعليه فإن ماكمورتي يجب أن ينجح كرئيس ل O.T.O بعد وفاة الأخير. ولمساعدة المجهود الحربي، كتب إعلاناً عن حقوق الإنسانية يُدعى ليبر أوز، وقصيدة لتحرير فرنسا، لو غولويز.
في أبريل 1944 انتقل كراولي لفترة وجيزة إلى أستون كلينتون في باكينجهامشير، حيث زاره الشاعر نانسي كونارد، قبل أن ينتقل إلى هيستينغز في شرق ساسكس، حيث بات يقيم في منزل نذروود. أخذ شاباً يدعى كينيث جرانت وسكرتير له، ودفعه في التدريس السحري بدلاً من الأجور. وقدم أيضاً إلى جون سيموندز، الذي عيّنه ليكون منفذاً أدبياً، كان سيموندس يعتقد قليلاً من كراولي، في وقت لاحق نشر السيرة الذاتية وُصف بالسلبية عنه. كانت زائرة أخرى وهي إليزا ماريان بتلر، التي أجرت مقابلة مع كراولي عن كتابها أسطورة السحر. كما قضى أصدقاء له بعض الوقت معه، ومن بينهم ابن دوهرتي وكراولي أليستر أتاتورك. في 1 ديسمبر 1947، توفي كراولي في نيثروود من التهاب الشعب الهوائية المزمنة وتفاقمت بسبب التهاب الجنبة وانحطاط عضلة القلب، وكان يبلغ من العمر 72. وقد أقيمت جنازته في محرقة برايتون في 5 ديسمبر وحضر نحو عشرة أشخاص، وقراءة لويس ويلكنسون مقتطفات من الكتلة الغنوصية، وكتاب القانون، و «ترنيمة عموم». الجنازة أصبحت جدلاً صحفياً، وكان يُسمى بالحفلة السوداء من قبل الصحف. تم إرسال رماد كرولي إلى كارل جيرمر في الولايات المتحدة، ودفنهم في حديقته في هامبتون بولاية نيو جيرسي.

## كتاباته

### كتاب القانون
كتاب القانون [الإنجليزية]، الكتاب عبارة عن نصوص ثيليما المقدسة، كتبه كراولي في القاهرة - مصر في سنة 1904م، يتضمن الكتاب 3 فصول، استغرقت كتابة كل فصل منه ساعة واحدة، مبتدئاً من فترة منتصف الظهر في أيام 8 و9 و10 أبريل، يزعم كراولي أن مؤلف الكتاب هو روح أو كيان اسمه آيواس حارس حورس، والذي وصفه بعد ذلك بأنه ملاكه الحارس العلوي. أو الروح العليا. ترتكز التعاليم على مبدأ «أفعل ما شئت»، وهذا واضح من خلال العبارات التالية:
- «إفعل ما تمليه نيّتك وهذا هو مجمل القانون» الواردة في المقطع AL I:40
- «الحب هو القانون، الحب تحت تصرف النية» - الواردة في المقطع AL I:57

### نظم ورموز السحر والغموضية
- 777 vel Prolegomena Symbolica Ad Systemam Sceptico Mysticae
قاموس كامل بعناصر السحر لم يسبق أن نشر مسبقاً ويعتبر مرجعاً شاملاً وقياسياً له نفس أهمية مماثلة لقاموس وبستر في مفردات اللغة الإنجليزية.

### مقال حول الكابالا
الكابالا (أو القبالة) هي مذهب يهودي يرتبط بتفسير الكتاب المقدس، وتطوير نظريات وتقنيات لفهم المعاني الخفية والرمزية في النصوص الدينية اليهودية، وخاصة في الكتابات القديمة مثل الתַּנַ"ךְ (التوراة) وסֵפֶר זֹהַר (كتاب الزهر). يعتقد أتباع الكابالا أن لكل كلمة وحرف في الكتاب المقدس معانٍ خفية تتجاوز المعاني الظاهرية.
تعتمد الكابالا على تطوير نظريات مثل السِّفِيرُوت (Sefirot) وעִקָּרִים (Ikrim) وהֶשְׁתֵּפַת אוֹרֹה (Heshtefat Orah) وغيرها، بهدف فهم العوالم الروحية والتواصل مع الإله وتعزيز الروحانية الشخصية.
يعتبر الكابالا جزءًا مهمًا من التراث اليهودي، وقد تطورت عبر العصور بواسطة مشاهير مثل ربي شمعون بار يوخاي، وربي يتسحاق لوريا، وربي موشيه كورديفيرو.
من المهم أن نلاحظ أن الكابالا هي تيار ديني وفلسفي داخل اليهودية، وهي تتطلب دراسة وتعمق لفهمها بشكل صحيح.

### 8 محاضرات عن اليوغا
نشر هذا الكتاب في عام 1938م، ويشرح ممارسات اليوغا.

### سفر الأسفار
قاموس بالكلمات العبرية مرتبة بحسب قيمتها الحسابية ويعتبر قاموساً للكابالا.

### سيف الأغنية
دراسة نقدية لعدد من الفلسفات المتنوعة بما فيها البوذية، ونشر في عام 1925.

## دعوته
لمّا تزايد عدد مريديه قرر كراولي أن يتخذ قاعدة دائمة في جزيرة كورفو التي تقع على بالقرب من جزيرة صقلية. واستقر فعلاً هناك في فيلا مقامة في الجانب الجبلي أسماها «دير ثلما» وأقام بها أنواع الحفلات السوداء والطقوس السحرية وتقديم القرابين والدعارة. وكتب باستفاضة شارحاً طقوسه والطرق التي تؤدي إلى توافقه التام مع الشر وتفاصيل حياته اليومية .ولكن بالرغم من نأي الدير فإنه لم يخف عن أعين السلطات. وحينما اختفى طفل في سنة 1923 وأشيع أنه قد اختطف من قرية قريبة وأن كراولي قد قدّمه كقربان، لم يكن هناك مناص من طرده. وهكذا عاد كراولي وجماعته إلى إنجلترا حيث بدأ في نشر مؤلفاته، في حين دار أتباعه ينشرون مبادئه. والصورة بالمراجع تبين كراولي في زي البافوميت الأعظم لجماعته.
وفي سنة 1944 توفي كراولي بسبب التهاب الرئة وأقام له أشياعه حفلا ً أسود أحرقوا خلاله جثته .
كثيراً ما يعرف عن كراولي بأنه ممارس للسحر الأسود وأنه أبو الطوائف السرية الحديثة وأكد استفتاء أجرته بي بي سي في عام 2002 حول أكثر الشخصيات البريطانية نفوذاً على مر التاريخ فجائت شخصية كراولي في المرتبة 73 من أصل 100.
تناول كتاب عديدون السيرة الذاتية لـ كراولي لكن لم يحقق أو يبحث أحداً منهم في صلته المزعومة مع المخابرات البريطانية، لكن البروفسور ريتشارد سبنس الذي يشغل كرسياً في قسم التاريخ في جامعة أيداهو الأمريكية كشف في كتابه الذي نشر مؤخراً ويحمل عنوان «أليستر كراولي - العميل السري 666 - المخابرات البريطانية والطائفة» عن حقائق جديدة من حياة كراولي تثير تساؤلات عن شخصيته منها:
- لـكراولي يد في غرق لوسيتانيا وهي سفينة بريطانية فخمة جرى تفجيرها بالطوربيد من طرف أيرلندا مما أدى إلى مقتل 1198 من ركابها، لفتت حادثة الغرق انتباه الرأي العام في بلدان عديدة ضد ألمانيا في الحرب العالمية الأولى.
- ساعد كراولي في إحباط مؤامرات القوميين الهنود والأيرلنديين.
- تواطأ مع الشيوعية العالمية ولعب دوراً أسوداً في رحلة طيران رودولف هيس في عام 1941

يقول سبنس: «من الصعب معرفة أين تتداخل صورة كراولي كشخصية العامة مع صورته كرجل. أظهر سنس إعجابه بطريقة كراولي في استخدام طائفته كغطاء لدعم نشاطات أخرى. كان شخصاً شريراً في أذهان الناس لذلك لم يكن أحد يشك في أن جهاز المخابرات قد تفكر في تجنيده ضمن صفوفها، وبما أنه لن يكون جاسوساً محتملاً ربما رأت فيه المخابرات أفضل اختيار».
ويضيف سبنس:«كان كراولي نفسانياً هاوياً وماهرا، وقد ملك قدرة غريبة للتأثير على عقول الناس أو ربما استخدم التنويم الإيحائي (المغناطيسي) في عمله الخفي، والأمر الآخر هو استخدامه للمخدرات، ففي مدينة نيويورك أجرى دراسات معمقة ومفصلة جداً لمعرفة تأثير مادة ميسكالين. كان يدعو أصدقائه إلى العشاء ويخلط توابل الكاري مع مادة الميسكالين في الطعام الذي يتناولونه، ثم يراقبهم ويدون ملاحظاته عن سلوكياتهم».

## روابط خارجية
- آليستر كراولي على موقع IMDb (الإنجليزية)
- آليستر كراولي على موقع الموسوعة البريطانية (الإنجليزية)
- آليستر كراولي على موقع ميوزك برينز (الإنجليزية)
- آليستر كراولي على موقع إن إن دي بي (الإنجليزية)
- آليستر كراولي على موقع ديسكوغز (الإنجليزية)
- آليستر كراولي على موقع قاعدة بيانات الفيلم (الإنجليزية)
- آليستر كراولي على موقع مباريات الشطرنج (الإنجليزية)